# Eduard von Fransecky

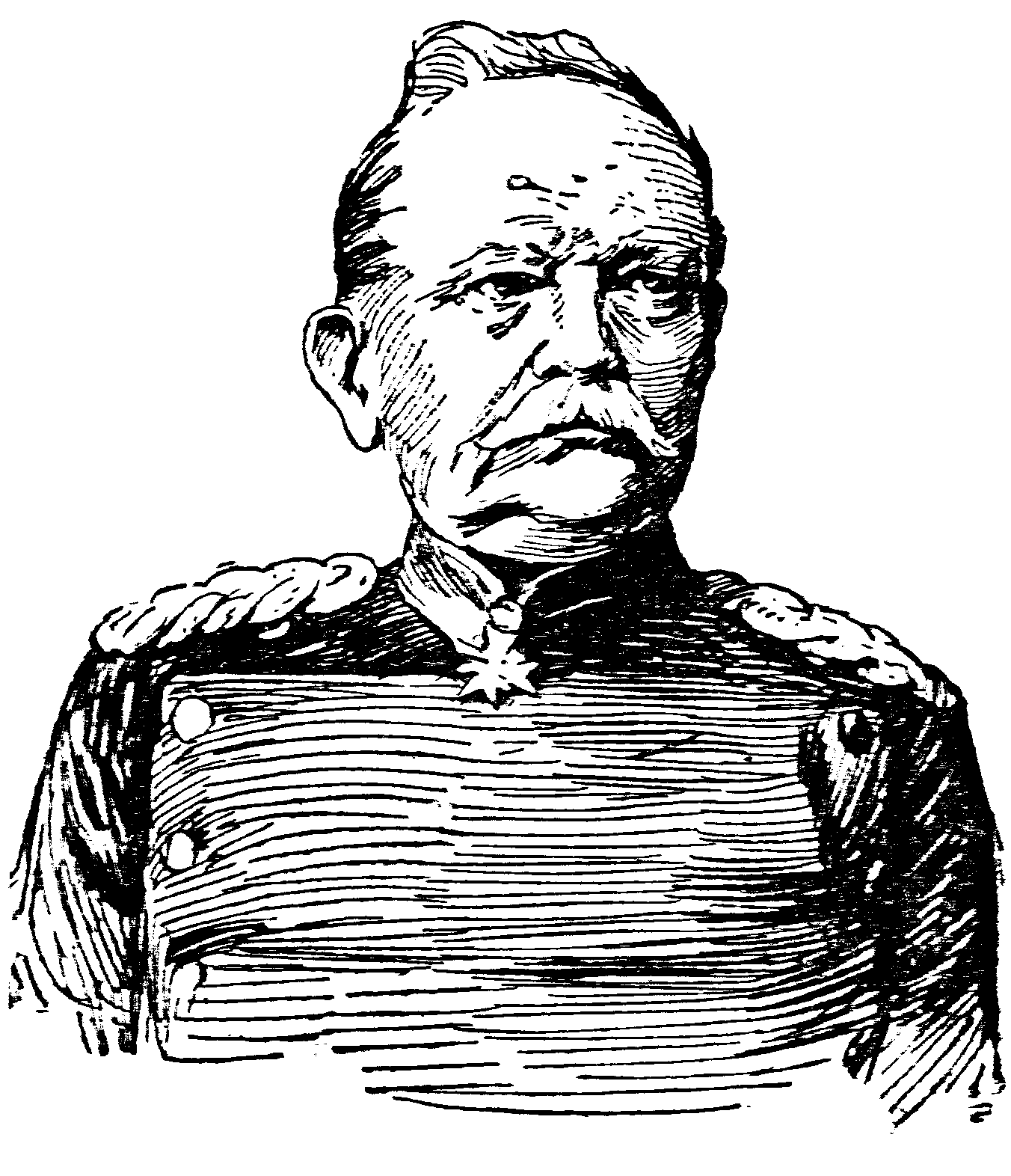
Eduard Friedrich Karl von Fransecky

Eduard von Fransecky (orthographe originale « Franscky ») est un général prussien d'infanterie, né le 16 novembre 1807 à Gedern (grand-duché de Hesse) et mort le 21 mai 1890 à Wiesbaden (Empire allemand).

## Biographie

### Origine
Eduard Friedrich Karl von Fransecky est le fils du Rittmeister Christian Gottlieb Ernst von Fransecky (de) (1771-1841) et de son épouse Katharina Charlotte Sophie, née von Preuschen (1780-1852).

### Carrière militaire
Après l'école primaire, Fransecky est diplômé des écoles de cadets de Potsdam et Berlin à partir de 1818 puis a été transféré le 8 avril 1825 comme sous-lieutenant au 16e régiment d'infanterie de l' armée prussienne à Düsseldorf. En plus du service pratique, Fransecky se consacre également aux études scientifiques, en particulier à l'histoire militaire. Les résultats de ce travail sont l'histoire du 16e régiment d'infanterie (Münster 1834), plus tard plusieurs publications dans les suppléments du Militär-Wochenblatt, qui traitent principalement des événements de l'armée de Silésie en 1813.
Entre 1843 - avec une promotion au grade de capitaine le 4 avril 1844 - et 1857, il effectue des travaux d'histoire de la guerre à l'état-major général de Berlin. Pendant cette période, Fransecky était souvent actif en tant qu'enseignant à l'école générale de guerre. Dans la première guerre de Schleswig contre le Danemark en 1848, il participe aux batailles de Schleswig, Översee, Seggelung et Bierning. En avril 1849, il est promu major. Le 13 juillet 1854, il devient lieutenant-colonel et l'année suivante chef d'état-major du 3e corps d'armée. Le 10 décembre 1857, il prend le commandement du 31e régiment d'infanterie à Erfurt et le 22. mai 1857, il est promu colonel. Le 8 mars 1860, il entre dans le service d'Oldenbourg-hanséatique pendant quatre ans, avec le grade de général de division (breveté le 18 octobre 1861), il devient commandant du 91e régiment d'infanterie (de).
Le 21 novembre 1864 Fransecky revient dans l'armée prussienne et prend la relève comme général de division de la 7e division d'infanterie à Magdebourg . Les autres garnisons de la division sont les villes environnantes de Blankenburg, Burg, Gardelegen, Stendal, Quedlinbourg, Halberstadt et Salzwedel. Le 18 juin 1865, il devient lieutenant général et commande la 7e division également dans la guerre contre l'Autriche en 1866. Le 20 septembre 1866, il reçoit l'ordre Pour le Mérite. Ceci en particulier pour les services de ses troupes dans les batailles de Münchengrätz, Sadowa et Presbourg. Entre 1867 et 1869, il reçoit l'ordre d'inspecter les troupes saxonnes chaque année.

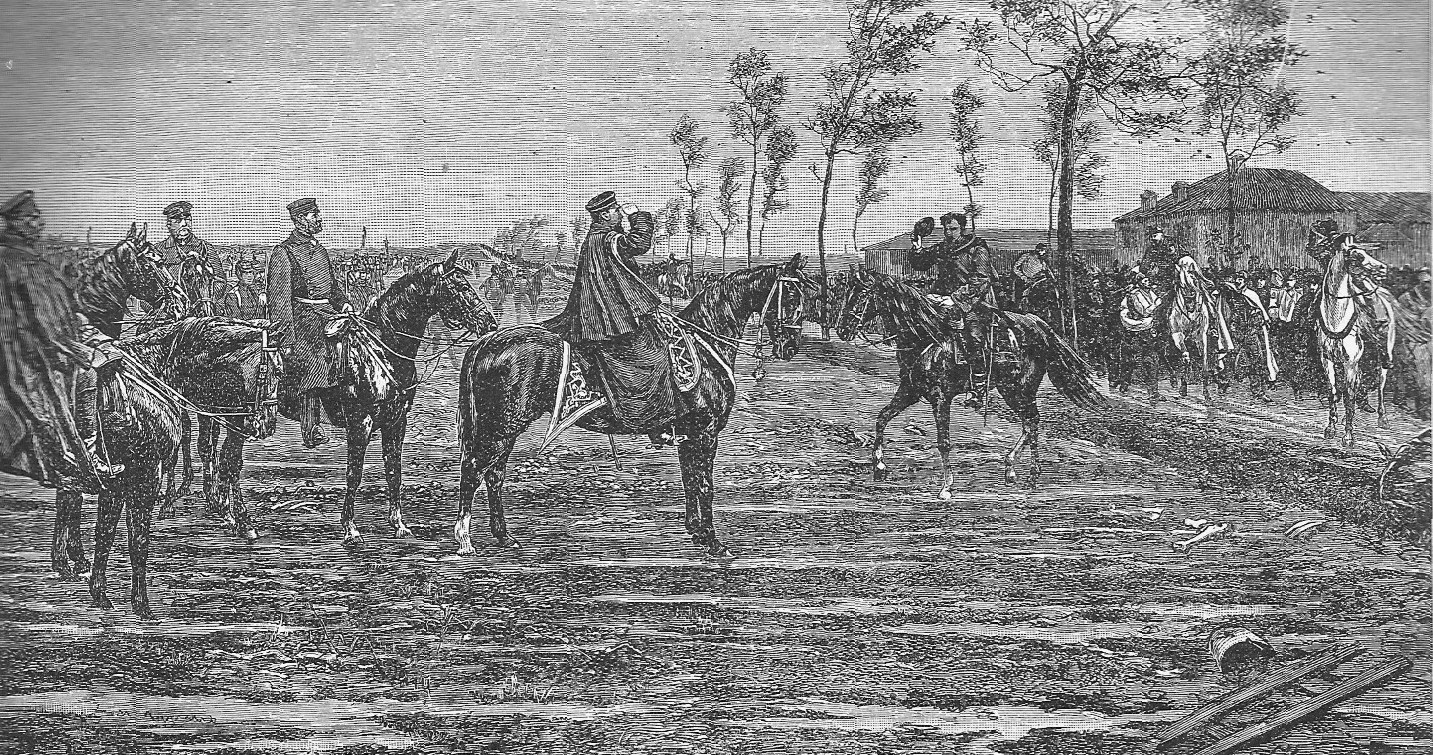
Remise de Metz. Colonel von Wichmann, général Fransecky, général von Stiehle, Frédéric-Charles de Prusse, général Desvaux

Le 10 juillet 1870, Fransecky est promu général d'infanterie et, le 18 juillet, il prend la relève comme général commandant du 2e corps d'armée, qu'il commande pendant la guerre franco-prussienne. C'est là que, le 18 août, il réussit à amener le corps d'armée sur le champ de bataille de Saint-Privat dans une marche forcée de 16 heures à temps comme réserve décisive. Il participe alors au siège de la forteresse de Metz et, après sa chute, au siège de Paris. Le 1er décembre, il reçoit le commandement de toutes les forces armées rassemblées entre la Seine et la Marne. Le 2 décembre, il rejette avec eux la grande tentative de percée du général Ducrot dans la bataille de Champigny. Du 2 janvier au 1er février 1871, Fransecky conduit son corps, rattaché à l'armée du Sud sous les ordres de Manteuffel, à travers la Côte-d'Or et le Jura, pour forcer l'armée de Bourbaki à franchir la frontière suisse à Pontarlier.
Après l'armistice, l'empereur Guillaume Ier le nomme le 20 mars 1871 au général commandant du 15e corps d'armée basé à Strasbourg. Le 5 février 1871, il lui décerne également les feuilles de chêne de la médaille « Pour le Mérite », et il reçoit également une bourse de 150 000 thalers. À la fin d'octobre 1879, il est nommé gouverneur de Berlin. Il démissionne de cette fonction en 1882. Pour des raisons de santé, il présente sa démission le 23 octobre, et le 23 novembre 1882, il est fait candidat à l'ordre de l'Aigle noir, avec remise des diamants.

### Honneurs
Fransecky est l'un des généraux les plus décorés de son temps. En plus de l'Ordre Pour le Mérite et de l'Ordre de l'Aigle noir susmentionnés, il est titulaire de la Grand Croix de l'Ordre de l'Aigle rouge avec feuilles et épées de chêne, des Grand-croix de l'ordre du Mérite militaire du Wurtemberg, de l'ordre du Mérite militaire bavarois et de l'ordre d'Albert. Le 1er septembre 1873, le « fort I » de la forteresse de Strasbourg est baptisé « fort Fransecky ». Il est également chef du 42e régiment d'infanterie. La ville de Magdebourg a une rue qui porte son nom, la « Franseckystraße ». Berlin a également une Franseckystraße à Prenzlauer Berg — jusqu'à ce que les traces du « militarisme prussien » soient effacées des noms des rues au début de la RDA : la Franseckystraße est rebaptisée Sredzkistraße (de), du nom d'un militant de la résistance allemande au nazisme. Dans sa ville natale de Gedern, la Franseckystraße n'a toutefois pas été débaptisée.

### Famille
Fransecky épouse sa cousine au second degré, Sophie Luise baronne von Preuschen von und zu Liebenstein (1807-1894), la fille du vice-président de la Cour d'appel de Nassau et député August von Preuschen von und zu Liebenstein (de), le 11 décembre 1836 au château de Liebeneck (de). Le mariage a donné quatre enfants :
- Georg August Ernst Florentin (1838-1869), premier lieutenant dans le 1er régiment de grenadiers de la Garde ;
- Anna (né en 1839) mariée le 6 juin 1878 à Strasbourg à Kurt Freiherr von Treusch von Buttlar-Brandenfels ;
- Ernst (1841-1867), premier lieutenant du 14e régiment de hussards ;
- Friedrich Eduard Ernst Ludwig Adalbert Rudolf (né en 1842), capitaine.

## Travaux
- Denkwürdigkeiten des preußischen Generals der Infanterie Fransecky. 1901.
- Geschichte des königlich Preußischen 16. Infanterie-Regiments, 1834, Digitalisat